# Batalla de la bahía de Sagami
La batalla de la bahía de Sagami fue un bloqueo ocurrido el 22 de julio de 1945 en la península de Bōsō por parte de los Aliados, para evitar que cargamento de materiales dirigidos al gobierno japonés ingrese al archipiélago nipón.

## Descripción

### Intervención de Bōsō
La incursión contra el envío de materiales en la punta de la península de Bōsō ocurrió en la noche del 22 de julio de 1945, las fuerzas armadas estadounidenses tenían la orden de bloquear todas las posibles entradas desde el mar al Japón profundo. La intervención en Bōsō fue la última acción en tierra antes de la rendición absoluta de Japón.

### Enfrentamiento
El Escuadrón Destructor 61 (DesRon 61) de la Armada de los Estados Unidos Se enfrentó a un convoy japonés formado por dos cargueros escoltados por el subcazador n.º 42 y el dragaminas n.º 1. Los estadounidenses hundieron un carguero, el No.5 Hakutetsu Maru de 800 toneladas largas (810 t), y dañaron otro carguero, Enbun Maru, de 6.919 toneladas largas (7.030 t). Las escoltas japonesas no sufrieron daños.

## Biografía
- Shootout in Tokyo Bay.
- Bob Culver Our Ship's Diary As Told By The Crew: Uss Samuel N. Moore Dd-747, Iuniverse Inc, 2004, ISBN 0-595-33762-7
- "IJN Subchaser CH-42: Tabular Record of Movement". Bob Hackett, Sander Kingsepp and Peter Cundall.

- Datos: Q717511